# 飲水機

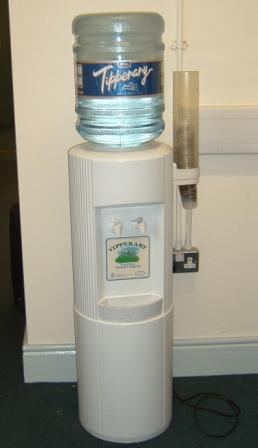
飲水機

飲水機又稱純水機、开水炉等，是一种向使用者提供饮用水的機器，除了提供常溫的水，也有可供應冷水及熱水的類型，取得水源的方法主要分為三種類型，分別是由使用者將水灌注入容器、安裝已預先注水的容器，或接駁自來水水管取水，取水的形式有噴嘴式飲水機、按壓式飲水機等。

## 水质问题
饮水机的问题主要有三个方面，一是水沸腾温度不足，绝大多数的饮水机最高温度是95度，再沸腾温度是90度，泡茶杀菌的温度不够；二是对于饮水机的温水反复加热，形成所谓的“千滚水”，令水中的微量元素、矿物质积累形成不可溶微粒；三是饮水机内部难以清洗，容易积累水垢、细菌。

## 安全檢查
機器需要做定期的檢查，可能需要更換濾芯等等。檢查的重點在於，槽內有沒有異物、異味。

## 飲水機的類型

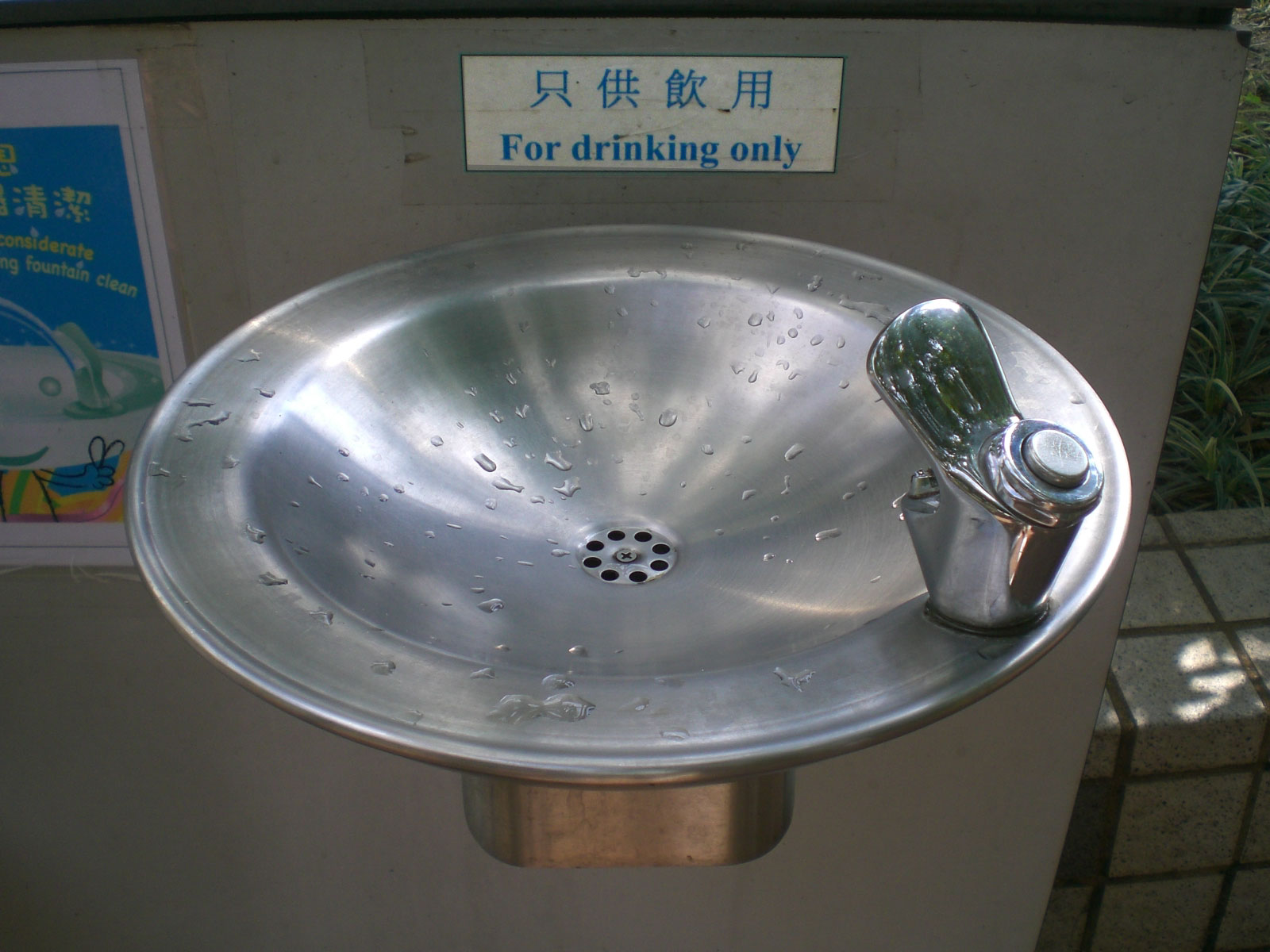
飲水噴泉

### 按壓式飲水機
此為最常見的飲水機，只需按下開關，水就會自動流出。

### 噴嘴式飲水機
只要壓下按鈕，水就會像噴泉一樣從口噴出，可以給人飲用上的方便。

### 外型劃分
分桌上型、廚下型、落地型和龍頭型。一般家用空間有限會選廚下型，或是較簡易便利的桌上型，而一般公司商用多為落地型。
桌上型(複合式)：安裝於桌面或廚房檯面上，出水口與淨水器一體成形，安裝方便，免鑽孔洞，過濾效果佳，適合檯面空間足夠且不希望鑽孔的一個好選擇。
櫥下型：安裝於廚房流理檯下，美觀又節省空間，並且可以搭配多重的濾芯，過濾淨水效果佳。不過，安裝須將流理台鑽孔，放置專用鵝頸頭或是出水頭，一般廚下型淨水器價格也相較高，適合家庭或人數較多用戶，能提供快速且大量的過濾水。
龍頭型：安裝於水龍頭上，大部分有開關可切換是否使用過濾水，非常輕巧且快速安裝，價格便宜，適合用量不多或是租屋族群，但是濾芯體積小，能過濾的總水量也少，需要頻繁更換。

### 水溫種類
可分為溫熱型、冰熱型和三溫型三類。溫熱型飲水機分別供應常溫水及熱水；冰熱型飲水機機型設置冰/熱水水龍頭，分別供應冰水及熱水；三溫型飲水機是將上述兩種機型的功能綜合，設置三個水龍頭，分別供應常溫水、冷水和熱水。

### 操作類型
分為普通控制型、智能感應型和微電腦控制型三類。普通控制型飲水機其加熱和制冷均自動恆溫控制，是目前用戶使用最多的機型；智能感應型利用人體紅外感應，使用安全、自動開關機，節約電能；微電腦控制型為加熱和制冷自動控溫，有水溫顯示，溫度設定檔位多，控溫准確，定時切斷電源，各種操作聲光提示等功能。